# Gerhard Kleppinger
Gerhard Kleppinger (ur. 1 marca 1958 w Ober-Ramstadt) – niemiecki piłkarz występujący na pozycji obrońcy lub pomocnika. Trener piłkarski.

## Kariera piłkarska
Kleppinger jako junior grał w SKG Ober-Ramstadt. W 1975 roku trafił do zespołu SV Darmstadt 98 z 2. Bundesligi Süd. W 1978 roku awansował z nim do Bundesligi. W lidze tej zadebiutował 12 sierpnia 1978 roku w zremisowanym 0:0 pojedynku z Herthą BSC. 2 czerwca 1979 roku w wygranym 2:1 meczu z VfL Bochum strzelił pierwszego gola w Bundeslidze. W tym samym roku spadł z zespołem do 2. Bundesligi Süd.
W 1980 roku Kleppinger odszedł do innego drugoligowca, Hannoveru 96. Spędził tam dwa lata, a potem przeszedł do pierwszoligowego Karlsruher SC. W 1983 roku spadł z nim do 2. Bundesligi. W 1984 roku został graczem pierwszoligowego FC Schalke 04. Pierwszy ligowy mecz zaliczył tam 24 sierpnia 1984 roku przeciwko Borussii Mönchengladbach (1:3). W 1985 roku zajął z zespołem 8. miejsce, które było jego najwyższym w karierze.
W 1987 roku Kleppinger przeniósł się do Borussii Dortmund, także grającej w Bundeslidze. Zadebiutował tam 1 sierpnia 1987 roku w przegranym 1:3 spotkaniu z Bayernem Monachium. Barwy Borussii reprezentował przez rok. Następnie, przez trzy lata występował w innym pierwszoligowcu, Bayerze Uerdingen. W 1991 roku wrócił do Darmstadt, nadal grającego w 2. Bundeslidze. W 1993 roku spadł z nim do Oberligi Süd. W 1996 roku zakończył karierę.

## Kariera reprezentacyjna
W 1988 roku Kleppinger został powołany do kadry na Letnie Igrzyska Olimpijskie, podczas których wraz z drużyną zajął 3. miejsce i wywalczył brązowy medal. Wcześniej grał w reprezentacji RFN U-21.

## Kariera trenerska
Kleppinger karierę rozpoczął w 1994 roku jako grający trener SV Darmstadt 98. Pracował tam przez dwa lata. Następnie prowadził Viktorię Griesheim, a w listopadzie 1997 roku został szkoleniowcem FC St. Pauli z 2. Bundesligi. Trenował go do stycznia 1999 roku.
Potem prowadził FC Gütersloh, a w 2000 roku wrócił do 2. Bundesligi, zostając trenerem zespołu Rot-Weiß Oberhausen. Spędził tam rok. Następnie był szkoleniowcem zespołów Schalke 04 II, FSV Frankfurt oraz ponownie SV Darmstadt 98. Był także asystentem trenera FSV Frankfurt.